# Рец
Рец (рум. Reț) — село у повіті Хунедоара в Румунії. Входить до складу комуни Блежень.
Село розташоване на відстані 323 км на північний захід від Бухареста, 43 км на північ від Деви, 78 км на південний захід від Клуж-Напоки, 139 км на північний схід від Тімішоари.

## Населення
За даними перепису населення 2002 року у селі проживали 148 осіб, усі — румуни. Усі жителі села рідною мовою назвали румунську.